# Heteralonia nigrovenosa
Heteralonia nigrovenosa är en tvåvingeart som först beskrevs av Mario Bezzi 1921.  Heteralonia nigrovenosa ingår i släktet Heteralonia och familjen svävflugor. Inga underarter finns listade i Catalogue of Life.